# Stojanka
Stojanka (ukr. Стоянка) – wieś na Ukrainie, w obwodzie kijowskim, w rejonie buczańskim, w hromadzie Biłohorodka. W 2001 liczyła 405 mieszkańców, spośród których 387 wskazało jako ojczysty język ukraiński, 17 rosyjski, a 1 białoruski.